# بيلي تومسون (كرة سلة)
بيلي تومسون (بالإنجليزية: Billy Thompson)‏ مواليد 1 ديسمبر 1963 في كامدن، هو لاعب كرة سلة محترف أمريكي سابق بدأ مسيرته الاحترافية في سنة 1986 حيث تم اختياره من قبل فريق أتلانتا هوكس خلال الدرافت، وحمل الرقم 55. يبلغ طوله 6 قدم 7 بوصة (2.0 م). فاز بالفضية في الألعاب الجامعية الصيفية 1985. اعتزل اللعب في 1998.

## فرق لعب لها
- لوس أنجلوس ليكرز
- ميامي هيت
- غولدن ستايت ووريورز
- فنربخشة لكرة السلة
- بينارول دي مار ديل بلاتا

## روابط خارجية
- بيلي تومسون على موقع إن بي أي (الإنجليزية)
- بيلي تومسون على موقع سبورتس رفرنس (الإنجليزية)
- بيلي تومسون على موقع كرة السلة الأوروبية.كوم (الإنجليزية)
- بيلي تومسون على موقع كلية كرة السلة في سبورتس رفرنس.كوم (الإنجليزية)
- بيلي تومسون على موقع ريلجم (الإنجليزية)
- بيلي تومسون على موقع بروبوليرز (الإنجليزية)